# Oljokma (rijeka)
Oljokma (ruski: Олёкма) je pritoka Lene u istočnom Sibiru. 
Na zapadu je rijeka Vitim, na jugu rijeke Šilka i Amur, a na istoku rijeka Aldan. Desna pritoka Oljokme je Tungur (fra: Toungir), preko kojeg se može ploviti do Šilke. Jerofej Kabarov koristio je ovaj put, kako bi putovao od Lene do Amura. 
Ostale pritoke su: Njukža i Čara.
Rijeka je oko 1,320 km duga. Izvire južno od Jablonovskog gorja, zapadno od grada Mogoče. Teče sjeverno i utječe u Lenu u blizini Oljokminska.